# Ти си моята родина
„Ти си моята родина“ (на турски: Vatanım Sensin) е турски исторически драматичен сериал, излязъл на телевизионния екран през 2016 г.

## Излъчване
| Сезон | Сезон | Епизоди | Начало на сезона | Край на сезона | Всички епизоди | ТВ сезон    | ТВ канал |
| ----- | ----- | ------- | ---------------- | -------------- | -------------- | ----------- | -------- |
|       | 1     | 31      | 27 октомври 2016 | 8 юни 2017     | 1 – 31         | 2016 – 2017 | Kanal D  |
|       | 2     | 28      | 9 ноември 2017   | 7 юни 2018     | 32 – 59        | 2017 – 2018 | Kanal D  |

## Актьорски състав
- Халит Ергенч – Джевдет
- Бергюзар Корел – Азизе
- Онур Сайлак – Тевфик
- Сенан Кара – Вероника
- Баки Даврак – Васили
- Фатих Артман – Якуп
- Джелил Тойон – Хасибе
- Кубилай Ака – Али Кемал (Димитри)
- Боран Кузум – Леон
- Пънар Дениз – Йълдъз
- Мирай Данер – Хилал
- Генджо Йозак – Мехмет
- Ясемин Сзавловски – Елени
- Аслъ Омаг – Марика
- Мерт Денизмен – Инон (Щайнер)
- Емре Шен – Хаджимихалис
- Джихан Чулфа – Димитри
- Мурат Мастан – Ихсан
- Жале Айланч – Макбуле
- Айберк Аладар – Имам Ефенди